# 河北师范大学附属中学
河北师范大学附属中学（河北师大附中）始建于1955年，是河北省唯一一所省管示范性高中，河北省首批重点中学和对外开放学校。现任校长宗顺沾，校歌为《追寻梦想》。现有东西两个校区，学校主校区位于石家庄市长安区中山东路，东校区位于石家庄东开发区。学校现有65个教学班，3600余名学生，专任教师324人。

## 主校区教学结构
初中部：每年级4个班
高中部：每年级4-10个班，理科班人数约每班60人，文科班每班约40人。
高中复读部分：约1-2个班，每班约60人。

## 主校区校园构成

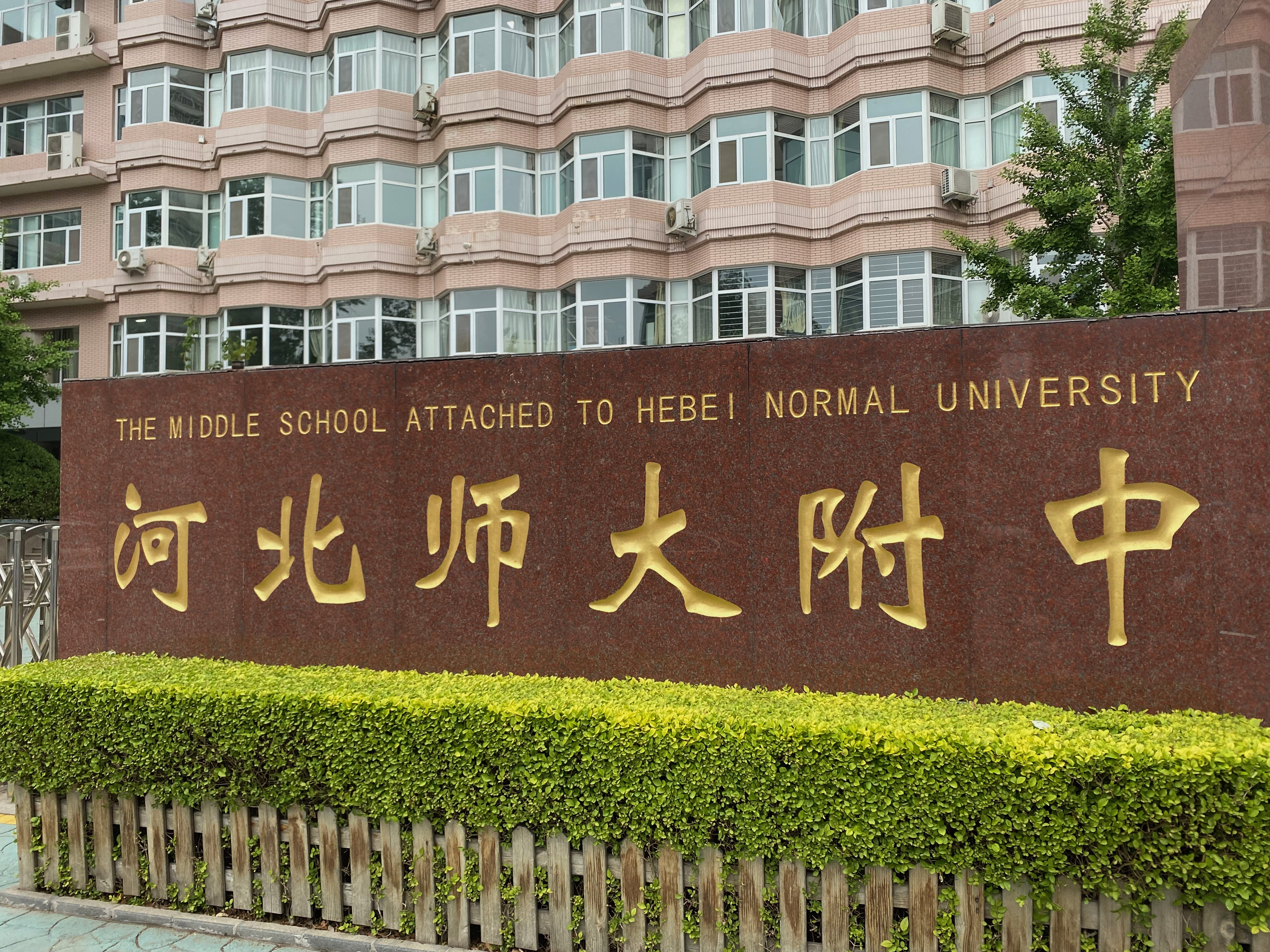

### 建筑
- 初中教学楼1座
- 高中教学楼2座
- 实验楼1座
- 体育馆1座
- 艺术楼1座
- 阶梯报告厅1座
- 行政楼1座
- 后勤楼1座
- 食堂1座
- 停车棚2处

### 体育设施
- 一个300米塑胶跑道及塑胶操场
- 篮球场地
- 体操场地
- 体育馆内篮球场，及其他设施

## 历任校长
- 吴庆月
- 张占根
- 宗顺沾

## 知名校友
- 康辉
- 马健

## 资料来源
- 河北师范大学附属中学主页